# Neoserica ikuthana
Neoserica ikuthana är en skalbaggsart som beskrevs av Brenske 1901. Neoserica ikuthana ingår i släktet Neoserica och familjen Melolonthidae. Inga underarter finns listade i Catalogue of Life.